# Stephen Hopkins (režisér)
Stephen Hopkins (* 1. října 1958, Jamajka) je americký režisér, producent a scenárista. Znám je hlavně akčními filmy (v současnosti se však od akčních filmů mírně odklonil). Jeho nejznámějšími filmy jsou Noční můra v Elm Street 5: Dítě snu (1989), Predátor 2 (1990), Rozsudek noci (1993), Lovci lvů (1996), Ztraceni ve vesmíru (1998), Život a smrt Petera Sellerse (2005) a Barva vítězství (2016). Hopkins točí též seriály, nejznámějším je 24 hodin.

## Kariéra
Jeho prvním filmem byla Nebezpečná hra (1987), úspěchu dosáhl až pokračováním kultovního filmu Wese Cravena Noční můra z Elm Street 5: Dítě ze Snu (1989) o tom, jak se Freddy Krueger snaží dostat do snů ještě nenarozeného dítěte. Poté natočil epizodu seriálu Příběhy ze záhrobí a následně natočil do té doby svůj nejambicióznější projekt Predátor 2 (1990).
Následujícím filmem byl thriller Rozsudek noci (1993) s Jamesem Woodsem a podobný akční film Zděšení (1994) s Tommy Lee Jonesem a Jeffem Bridgesem. Téhož roku ještě natočil televizní Vault of Horror I.
Jméno si ale udělal až kvalitním dramatem Lovci lvů (1996) a Valem Kilmerem a Michaelem Douglasem. Následující film Ztraceni ve vesmíru (1998) s Garym Oldmanem a Williamem Hurtem byl téměř propadák a Hopkins si dal menší pauzu.
Po jedné povídce v cyklu Historky z metra (1999) natočil nepříliš úspěšný film Podezření (2000) a poté natočil kvalitní, ale nevýrazný Život a smrt Petera Sellerse (2004) a velice úspěšné seriály 24 hodin a Californication.
Následoval televizní World of Trouble (2005), průměrný horor Krvavá sklizeň (2007), další televizní projekt Maggie Hill (2009) a poté dobrý sportovní film Barva vítězství (2016).
V současnosti[kdy?] Hopkins točí seriál 24 hodin: Nezastavitelný.

## Filmografie
- 2016 	Barva vítězství
- 2009 	Maggie Hill (TV film)
- 2007 	Krvavá sklizeň
- 2005 	World of Trouble (TV film)
- 2004 	Život a smrt Petera Sellerse
- 2000 	Podezření
- 1999 	Historky z metra (TV film)
- 1998 	Ztraceni ve vesmíru
- 1996 	Lovci lvů
- 1994 	Vault of Horror I (TV film)
  - Zděšení
- 1993 	Rozsudek noci
- 1990 	Predátor II
- 1989 	Noční můra v Elm Street 5: Dítě snu
- 1987 Nebezpečná hra

### Seriály
- 2017 	24 Hodin: Nezastavitelný
- 2016 	Houdini and Doyle
- 2013 	Californication
- 2012 	Profesionální lháři
- 2011 	Shameless
- 2010 	Detektiv Thorne: Ospalá dívka
- 2009 	Zvláštní poldové
  - Californication
- 2007 	Californication
- 2004 	Traffic
- 2002 	24 hodin
- 2001 	24 hodin
- 1989 	Příběhy ze záhrobí